# Harald Salomon (jurist)
Ernst Harald Haslewood Salomon, född 20 juni 1867 i Malmö, död 8 juli 1963 i Stockholm, var en svensk jurist.
Harald Salomon var son till Ernst Salomon. Efter mogenhetsexamen i Stockholm 1887, hovrättsexamen i Uppsala 1893 samt vederbörlig tingstjänstgöring inträdde Salomon 1897 i Stockholms rådhusrätt, där han 1910–1924 var registrator och 1924–1935 civilassessor respektive förste assessor. Salomon gjorde en banbrytande insats för humanisering av rättskipningen speciellt beträffande unga brottslingar. Under en studieresa till USA 1906 lände han känna det där praktiserade barndomstolsväsendet, för vars grundprinciper han propagerade i ett flertal skrifter, bland annat Om barndomstolar (1907). Han företog även på eget initiativ såväl förundersökningar, avsedda att ge ledning för avkunnande av villkorlig dom, som övervakning av de villkorligt dömda. Denna verksamhet auktoriserades av den 1910 bildade föreningen Skyddsvärnet, som gjorde Salomon till föreståndare för sin förundersöknings- och övervakningsbyrå. Praxis vid domstolarna påverkades även i allt större utsträckning av Salomons idéer, och slutligen införlivades 1918 förundersöknings- och övervakningsinstitutet med lagstiftningen genom den nya lagen angående villkorlig straffdom, vid vars utarbetande Salomon medverkade som sakkunnig. Bland Salomons skrifter, av vilka några har översatts till andra språk, märks även ett par av memoarkaraktär: Människovård i stället för fångvård. Minnen och erfarenheter från studieresor och arbetsfält (1937) samt släktkrönikan Till flydda tider... Några blad ur en svensk läkarfamiljs historia (1945).